# Microsoft Flight Simulator

Microsoft Flight Simulator 1.0, del 1982, aveva una grafica monocromatica

Microsoft Flight Simulator è una serie di simulatori di volo civile per PC sviluppata dalla Microsoft. Adottato anche da alcune compagnie aeronautiche come addestratore procedurale (come nel caso dell'Aeronautica Militare Italiana che impiega la versione del 2004), lo sviluppo di questo software è stato abbondantemente aiutato dai contributi perlopiù gratuiti di appassionati o vere e proprie software house.

## Storia
Era il 1982 quando la Microsoft acquistò i diritti sulla versione per sistemi IBM del simulatore di volo della SubLOGIC, azienda del primo sviluppatore del simulatore Bruce Artwick, che lo aveva creato nel 1976. Nello stesso anno la Microsoft lanciò il titolo di quello che dopo oltre 2 decenni è diventato molto di più che un videogioco. Già allora il modello di volo si poteva considerare abbastanza realistico mentre l'ambientazione era lasciata molto all'immaginazione, essendo in grafica vettoriale monocromatica.
La versione 2.0 (introdotta nel 1985) aggiunse la possibilità di impiegare il joystick, ed ebbe una ampia diffusione, essendo sviluppata per molte piattaforme.
La versione 3.0 del 1988 introdusse le finestre multiple e i primi effetti 3D, diventando la prima versione ad avere una certa fortuna commerciale, ma la versione 4.0 iniziò la tendenza allo sviluppo di prodotti aggiuntivi da parte di privati ed aziende esterne a Microsoft.
Per poter assaporare una versione graficamente appetibile si dovrà aspettare il 1993 con l'uscita della versione 5, che univa dei modelli di volo precisi con una parte grafica che curava sia gli scenari esterni che gli interni delle cabine di pilotaggio degli aeroplani; in questa versione furono introdotte opzioni come la gestione delle condizioni meteorologiche o le ombre generate dal sorgere e dal tramonto del sole. Inoltre in questa versione viene introdotto l'uso di scenari fotorealistici (seppur secondo parametri diversi da quelli attuali).
Dalla versione 5 in poi i database degli aeroporti si arricchirono sempre di più, le versioni si adeguavano alla veloce evoluzione dell'hardware introducendo sempre più aeroporti, radioassistenze, meteo scaricabile on-line per poter volare virtualmente con le stesse condizioni meteo reali, trasformando sempre più un gioco in uno strumento che permetteva di apprendere i rudimenti del volo con funzioni anche didattiche. Queste successive versioni assunsero anche il secondo nome dato dal sistema operativo (o l'anno) in cui erano state progettate.
Il 13 ottobre 2006 viene pubblicato Microsoft Flight Simulator X, dove grazie all'intelligenza artificiale, ad una nuova grafica, ai cieli, allo scenario, agli animali (che si muovono e sono una novità in Flight Simulator) ed alle migliaia di aeroporti presenti (gestiti da un ATC realistico), si sono raggiunte insuperabili vette di realismo. Si può anche decollare da una portaerei pienamente funzionante e utilizzare numerose missioni, cioè voli guidati con obiettivo specifico. Però richiede come minimo Windows XP; non funziona infatti con Windows 2000 e precedenti.
A seguito della Crisi economica, nel gennaio 2009 durante una ristrutturazione interna della società gli Aces Studios (responsabili dello sviluppo del prodotto) vengono chiusi.
Nel 2010 Microsoft ha annunciato l'arrivo di un nuovo simulatore di volo, ispirato alla celebre serie di Microsoft Flight Simulator e chiamato Microsoft Flight.
Nell'edizione 2019 dell'E3 di Los Angeles viene presentata una nuova edizione di Flight Simulator. Il gioco sfrutta i dati raccolti, anche in tempo reale, dalle mappe di Bing Maps e l'intelligenza artificiale potenziata da Azure, per creare scenari realistici anche con diverse condizioni meteorologiche. Il 18 agosto 2020 viene pubblicata la nuova versione annunciata, denominata semplicemente Microsoft Flight Simulator.

## Ambiente e qualità di simulazione

Logo della serie

Durante la simulazione ci si trova all'interno della cabina di pilotaggio (cockpit) da dove è possibile manovrare l'aeromobile sia con il mouse che con la tastiera ma è consigliato, se lo si possiede, utilizzare un joystick o un volante da aereo abbinato ad una pedaliera. È possibile cambiare la vista, scegliendo tra le seguenti:
- Pannello strumenti;
- Abitacolo virtuale;
- Torre di controllo;
- Osservatore.

In Flight Simulator X sono state aggiunte altre viste come:
- Osservatore bloccato (una vista osservatore il cui movimento è fermo)
- Flyby (come nelle riprese da un punto fisso)
- Varie parti dell'aeromobile (Coda, Carrello di atterraggio, ala destra/sinistra, Rotore di coda ecc...)
- Traffico Aereo

In Flight Simulator sono presenti quasi tutti gli aeroporti reali, che sono fedelmente riprodotti, così come gli aeromobili e i loro strumenti di navigazione. Anche gli elementi meteorologici hanno la loro importanza e influenzano la navigazione; inoltre è presente un aggiornamento online delle condizioni meteorologiche, che quindi rispecchieranno quelle reali. Infine, per quanto riguarda il volo a vista e la modellazione dello scenario sono state aggiunte aree ad alta risoluzione, l'autogen è stato migliorato, gli effetti di luce resi più realistici e nella versione 9.1 il software riesce a supportare mesh da 19 m.
In ogni caso, se non si è soddisfatti della qualità dello scenario e degli aeromobili, è possibile espandere il gioco: in commercio esistono svariati scenari e aerei sia a pagamento che gratuiti che migliorano notevolmente la qualità della simulazione.
La versione 2020 del simultatore offre la mappatura completa del pianeta grazie alle mappe virtuali di Microsoft e la riproduzione di oltre 37.000 aeroporti.

## Giocare online
Con la modalità multigiocatore di Flight Simulator è possibile volare online ed interagire con altri piloti e controllori virtuali che hanno la vostra stessa passione ed è proprio in virtù della comune passione per il volo che sono sorte, in varie parti del mondo, compagnie aeree virtuali; alcune di queste si rifanno a quelle reali (real related), altre sono di pura fantasia. All'interno di queste compagnie aeree si può fare carriera in relazione alle ore di volo effettuate. Si può anche volare online utilizzando dei network, quali IVAO e VATSIM, a cui si rifanno anche alcune compagnie aeree virtuali. Sono presenti numerose scuole di volo virtuali (sia gratuite che a pagamento) nel web, nelle quali si può imparare a pilotare diversi aerei in VFR o in IFR. In entrambi i network si possono fare degli esami per aumentare il proprio livello di esperienza.

## Versioni

Microsoft Flight Simulator 2004 usato in questo caso come addestratore militare dell'AMI.

- 1982 – Microsoft Flight Simulator 1.0
- 1984 – Microsoft Flight Simulator 2.0
- 1988 – Microsoft Flight Simulator 3.0
- 1989 – Microsoft Flight Simulator 4.0
- 1993 – Microsoft Flight Simulator 5.0
- 1995 – Microsoft Flight Simulator 5.1
- 1996 – Microsoft Flight Simulator 95 - Si trattava della prima versione di Flight Simulator sviluppata espressamente per Windows 95. Le versioni precedenti infatti erano basate su MS-DOS.
- 1997 – Microsoft Flight Simulator 98 - Introdusse la possibilità di volare con un elicottero e il supporto per le schede grafiche 3D (Direct3D).
- 1999 – Microsoft Flight Simulator 2000 - In questa versione venne inserito anche il Concorde, ma la vera novità fu la prima implementazione del sistema GPS.
- 2001 – Microsoft Flight Simulator 2002  - Arrivò l'idrovolante e il controllo del traffico aereo, gestito attraverso una serie di messaggi pre-registrati che i piloti potevano scambiare (seppur virtualmente) con i controllori di volo.
- 2003 – Microsoft Flight Simulator 2004: Un secolo di aviazione - Questa edizione celebra un secolo di aviazione. In questa versione, sono stati aggiunti voli storici famosi e tra gli aeromobili in dotazione, anche il "Flyer" dei fratelli Wright. Tra i miglioramenti vanno citati una migliore gestione degli elementi atmosferici e delle loro conseguenze sul volo.

Un Boeing 737-800 in volo in Microsoft Flight Simulator X.

- 2006 – Microsoft Flight Simulator X - Include un aggiornamento del motore grafico e il supporto con l'anteprima DirectX 10 e Windows Vista. Ci sono due versioni del gioco (Deluxe e Gold) entrambe su due DVD. Contengono il nuovo Garmin G1000, aerei aggiuntivi, missioni, possibilità di interagire con un controllore del traffico aereo (ATC - Air Traffic Control) in modalità volo libero e multiplayer, scenari di qualità elevata e un kit di sviluppo software SDK per lo sviluppo.[5]
- 2012 – Microsoft Flight - Un seguito spirituale con qualità grafiche migliorate grazie alle DirectX 11. È un free to play la cui componente simulativa è stata eliminata per favorire un approccio molto più user friendly verso una fetta di mercato non interessata alla simulazione. È stato distribuito in versione beta il 29 febbraio 2012 tramite download, e il suo sviluppo è stato chiuso il 27 luglio dello stesso anno, causa delle mancate vendite e del supporto per lo sviluppo di contenuti di terze parti.[6]
- 2014 – Microsoft Flight Simulator X: Steam Edition - Una versione aggiornata pubblicata a dicembre 2014 da Dovetail Games tramite Steam, che impiega per il multiplayer Steam al posto di GameSpy e migliora la stabilità su Windows 7 e 8. Include alcune migliorie di prestazioni, incluso una ricompilazione completa tramite Visual Studio 2013 per una gestione delle texture migliorata. Sono stati eliminati i DLC delle versioni Gold e Deluxe, ma tramite Steam la Dovetail pubblica nuovi mission pack come DLC.
- 2020 – Microsoft Flight Simulator - Il primo seguito vero e proprio dopo 14 anni, sfrutta i dati di Bing Maps. Azure AI analizza i dati della mappa e la fotogrammetria per generare modelli 3D fotorealistici. È inoltre giocabile anche in realtà virtuale.[7]
- 2024 – Microsoft Flight Simulator 2024